# Vittorio Marchi
Vittorio Marchi (Novellara, 3 maggio 1851 – Jesi, 1908) è stato un medico e neuroscienziato italiano.

## Biografia
Frequentò il ginnasio nel suo paese natale e si laureò nel 1873 presso l'Università di Modena in Chimica farmaceutica. La passione per la ricerca scientifica e il desiderio di conoscere la base biologica della chimica farmaceutica lo spinsero agli studi di Medicina. Frequentò, infatti, gli Istituti di Anatomia Patologica e la Clinica Oculistica dell'Università di Modena, dove conseguì la laurea nel 1882.
Lavorò poi al frenocomio di Reggio Emilia, Istituto San Lazzaro, diretto dal Prof Augusto Tamburini.
Morì lontano dalla terra natale, forse a Roma dal maestro Prof.Luigi Luciani, forse a Jesi, dove era diventato medico condotto e direttore del locale Ospedale in attesa di andare a Roma, o forse si era già trasferito a Roma ed era temporaneamente tornato a Jesi.

L'importanza che quest'uomo ha avuto nella ricerca italiana di inizio '900 ci viene chiarita dalle parole dell'amico e maestro Luciani: 
(Luigi Luciani)
Il Marchi infatti veniva apprezzato, nell'ambiente scientifico, per le sue capacità di ricercatore e di scopritore e soprattutto perché queste nella sua vita e nel suo lavoro erano state indirizzate alla scoperta del vero ( positivismo Italiano) al di là di ogni preconcetto, di ogni ideologia e di ogni interesse personale. Ciò gli avrebbe assicurato un posto tra i grandi positivisti europei.
Il fulcro della ricerca positivista di quel periodo era soprattutto sulle basi anatomiche del pensiero ed egli si inserì tra i primi in quella corrente di studi, influenzando tutto il pensiero europeo negli anni a venire.

### I primi lavori
Durante gli studi presso la Facoltà di Medicina e Chirurgia di Modena produsse tre importanti lavori:
1. Determinazione della terminazione della fibra muscolare nella fibra tendinea.
2. Organi terminali nei tendini dei muscoli oculomotori.
3. Organi terminali nervosi (corpi di Golgi) nei tendini dei muscoli oculomotori.

Sul primo dei tre lavori, anche il prof Camillo Golgi arrivò, con altri metodi, alle stesse conclusioni del Marchi, studente al 3' anno di Medicina. Gli altri due lavori erano in risposta alle tesi del Golgi, il quale aveva scoperto nei tendini la presenza di organi nervosi terminali (corpi fusati e fusiformi), ma non era riuscito a dimostrare la loro presenza nei muscoli oculomotori; in questi scritti il Marchi confutando le conclusioni del Golgi, grazie alla padronanza di una tecnica microscopica quasi perfetta, riuscì a dimostrarne la presenza.
Dopo la laurea in Medicina, andò all'Istituto San Lazzaro di Reggio Emilia, diretto dal prof. Tamburini, dove lavorava anche il fisiologo Luigi Luciani suo grande estimatore. Questo fu un periodo molto prolifico per gli studi e per i lavori scientifici prodotti. Questi infatti gli valsero una borsa di studio che gli permise di frequentare gli Istituti di Anatomia Patologica dell'Università di Pavia diretti dal Prof.Golgi, dove si cercava di studiare e ricostruire la struttura del tessuto nervoso e delle cellule nervose con metodi istologici. Qui gli studi fatti e pubblicati portarono al Golgi il Premio Nobel e al Marchi una grande dimestichezza con i metodi utilizzati.

### Il metodo Marchi
La scoperta, che rese famoso Vittorio Marchi e che rappresentò il coronamento dei suoi studi, fu compiuta a Reggio Emilia nei laboratori del frenocomio.
Il ricercatore partiva dal principio che il sistema nervoso centrale è costituito sia da centri, dove sono localizzati i corpi delle cellule nervose, sia da fibre, costituenti le vie di comunicazione tra i centri o con gli organi periferici.
Per poter seguire il percorso dei fasci nervosi bisogna individuare microscopicamente la degenerazione delle fibre prodotta naturalmente o artificialmente ed evidenziarla con le dovute colorazioni.
Il pezzo anatomico viene dapprima fissato con bicromato di potassio e acido osmico e successivamente trattato con nitrato d'argento.
Questo sistema di colorazione era il cosiddetto Metodo Marchi. Esso si basa sul fatto che una fibra nervosa quando viene separata dal centro nutritivo, cioè dal corpo cellulare situato nel centro nervoso, degenera e il suo rivestimento, la guaina mielinica, si disgrega in goccioline liberando acidi grassi insaturi, avidi di ossigeno, che si riducono con l'acido osmico della miscela del Marchi, assumendo una colorazione nera.
Se ne evidenzia in questo modo il decorso dalla stazione di partenza a quella di arrivo.
Esistono due stadi di degenerazione mielinica:
1. Stadio del Marchi (quello descritto) più precoce
2. Stadio del rosso scarlatto più tardivo, dove le goccioline mieliniche non si colorano più con l'acido osmico, ma con i comuni coloranti per i grassi, in quanto vengono trasformate in lipidi semplici.

Fu così possibile introdurre un concetto dinamico in un campo da sempre ritenuto statico.

### Applicazione del metodo Marchi
Usando il suo metodo, il Marchi studiò con il Dott.Algeri le degenerazioni discendenti secondarie a lesioni della corteccia cerebrale e i rapporti del cervelletto con il sistema nervoso centrale e con il midollo spinale. 
A tale proposito fu in grado di evidenziare nei peduncoli cerebellari due tipi di fibre:
- ascendenti
- discendenti

Quelle discendenti, che decorrono nel cordone antero-laterale del midollo, prendono il nome di Fascio del Marchi, terminano nelle corna anteriori del midollo stesso prendendo rapporto con i neuroni motori periferici. Tale rapporto è messo bene in evidenza dal Testut, nel suo grande trattato di Anatomia Umana Normale e testimonia l'influenza del cervelletto sulla locomozione, in particolare sul mantenimento dell'equilibrio e la coordinazione dei movimenti.
Questi studi portarono il Marchi a Firenze dal professor Luigi Luciani, suo vecchio amico e collega. Successivamente, nel 1887, ebbe la Libera Docenza in Istologia presso l'Università di Modena.

### Il ritiro
Sempre nel 1887 iniziarono le delusioni professionali: al concorso per la Cattedra di Istologia all'Università di Palermo arrivò inspiegabilmente terzo. Deluso e sdegnato abbandonò la carriera di ricercatore e diventò medico condotto prima a San Benedetto del Tronto e poi a Jesi, dove entrò nel reparto di Medicina dell'Ospedale locale. Nel 1891 partecipò al Concorso per la Cattedra di Istologia dell'Università di Perugia, ma anche questa volta non venne nominato. Questa seconda delusione segnò per il Marchi l'abbandono definitivo degli studi, nonostante il suo nome fosse famoso in tutta Europa. Per questo il Petrazzani, suo compagno di studi e collega, lo definì 
(Petrazzani)
Stanco della routine da medico condotto venne poi richiamato nel 1908 dal Prof. Luciani a Roma, ma proprio in quel frangente si ammalò: affetto da tempo da otite media cronica, con episodi cefalgici, il morbo si riacutizzò con un episodio di violenta cefalea, egli stesso si auto-diagnosticò la malattia che in breve tempo lo portò prima alla cecità e poi alla morte: meningite secondaria a otite media.

## Opere principali
- Marchi V. Sulla determinazione della fibra muscolare nella fibra tendinea. L.Spallanzani, Rivista di Scienze Mediche e Naturali, Fascicolo 4-5, anno IX, Serie2', 1880.
- Marchi V. Sugli organi terminali nei tendini dei muscoli motori dell'occhio. Nota preventiva. Regia Accademia delle Scienze di Torino, 1881.
- Marchi V. Sugli organi terminali nervosi (Corpi di Golgi) nei tendini dei muscoli motori del bulbo oculare. Laboratorio di Clinica Oculistica dell'Università di Modena. Arch. Società Medica, Vol.V, n. 15, ediz. italiana e tedesca.
- Marchi V. Contributo allo studio delle localizzazioni dei gliomi cerebrali in collaborazione con il Prof. Tamburini. Istituto Psichiatrico di Reggio Emilia, Rivista di Freniatria e Medicina Legale, fasc. 2-3, 1883.
- Marchi V. Sopra un caso di glioma cerebrale. Istituto Psichiatrico di Reggio Emilia. Comunicazione alla Soc. Medico Chirurgica di Modena, 6 aprile 1883.
- Marchi V. Sulla fine anatomia dei corpi striati e dei talami ottici. Istituto Lombardo di Scienze e Lettere, Laboratorio Istopatologico di Pavia, diretto dal prof. Golgi.
- Marchi V. Sulle terminazioni nervose periferiche in Rivista di freniatria e Medicina Legale, fasc. 4, 1882.
- Marchi V. Sull'istologia patologica della paralisi progressiva. Congresso della Società di Freniatria, settembre 1883.
- Marchi V. Caso di sarcoma cerebrale in un alienato in Rivista di Freniatria e Medicina Legale, fascicolo I, 1893.
- Marchi V. Sulle degenerazioni consecutive a lesioni della corteccia cerebrale. Congresso di Perugia. Settembre 1885, Rivista sperimentale di Freniatria.